# San José de Los Remates
San José de los Remates es un municipio del departamento de Boaco en la República de Nicaragua.

## Geografía
Limita al norte con los municipios de Esquipulas y Terrabona, al sur con los municipios de Santa Lucía y Teustepe, al este con el municipio de Boaco y al oeste con el municipio de Ciudad Darío. La cabecera municipal está ubicada a 96 kilómetros de la capital de Managua.
El territorio posee una topografía irregular y muy accidentada cuyo relieve oscila entre el 50% y 75% en su mitad oriental, donde se encuentran las montañas de Cerro Alegre, La Pelona, Cerro El Padre, El Bonete, La Virgen y otras elevaciones de menor significación. El sistema hidrográfico lo conforman los ríos: La Lajita, El Salto, Malacatoya, Los Talnites, Caña Vieja y Monte Limón. 
Se caracteriza por ser una región de abundantes aguas y montañas fértiles para el desarrollo de la agricultura.

## Historia
El pueblo San José de Boaco fue fundado el 18 de marzo de 1848, por el entonces Supremo Director del Estado de Nicaragua José Guerrero, quien ordenó a todas las familias y vecinos de Teuspete establecieran en el pueblo de los Remates, que dio origen al actual asiento de San José de los Remates.
El 6 de agosto de 1861 mediante un Decreto Ejecutivo firmado por el presidente Tomás Martínez se crea el actual municipio.

## Demografía
San José de los Remates tiene una población actual de 8,530 habitantes. De la población total, el 51.2% son hombres y el 48.8% son mujeres. Casi el 28.7% de la población vive en la zona urbana.

## Naturaleza y clima
El municipio tiene un clima de sabana tropical de semi-húmedo. Posee una temperatura que oscila entre los 25 y 27 °C y su precipitación varía entre los 1000 y 1200 mm, caracterizándose por una buena distribución durante el año.
La principal riqueza del municipio es la fertilidad de sus tierras que son apropiadas para la explotación ganadera, una de las principales actividades económica del territorio. En este sentido, se pretende disminuir el uso del suelo en pastos con el fin de evitar que la frontera agrícola y el área de potreros siga alimentándose del área de bosques y cultivos perennes, para proteger el medio ambiente y por auto sostenibilidad.

## Localidades
El municipio se divide en diez zonas urbanas y dieciocho zonas rurales:
La cabecera municipal cuenta con diez barrios: Pedro Joaquín Chamorro, Costa Rica, El Progreso, El Granero, La Esperanza, Ranchería, Divino Niño, Inmaculada, El Colegio y 14 de Junio.
Las zonas rurales se dividen en dos subzonas; zona seca y zona húmeda.
Zona Seca: San Bartolo, Casa Nuevas, La Cañada, Nacascolo, La Majada, Peñasco, Bajo de Tomatoya, El Coyol, El Corozo y Poza de la Piedra.
Zona Húmeda: Los Talnites, Malacatoya, Kumayca Norte, Kumayca Sur, Cerro Alegre, El Roblar, El Cerro y La Laguna.

## Economía
Las principales actividades económicas del municipio se encuentra la agricultura.
Sector Pecuario: La ganadería constituye una actividad significativa en la vida económica del municipio. Existen cinco mil cabezas de ganado con un rendimiento promedio de tres litros de leche por cabeza, que se utilizan para el consumo local y la comercialización con otras regiones.
La comunidad centra su economía en la agricultura y la ganadería. Sin embargo la actividad principal es el sector pecuario y de forma particular la producción de leche.
Sector Agrícola: La agricultura ha sido también un rubro de mayor importancia económica del municipio, se caracteriza por su variedad de cultivos tales como: Frijol, maíz, sorgo, café y millón.
Sector Industria y Comercio: En el municipio existen: 7 sastrerías, 3 carpinterías, 2 molinos, 33 pulperías, 1 farmacia, 4 bares y 2 pensiones. La ganadería constituye una actividad significativa en la vida económica del municipio, con una elevada producción de leche como principal motor de la economía, que se utilizan para el consumo local y la comercialización con otras regiones. La agricultura y el comercio también son importantes.

## Turismo
El municipio cuenta con muchas bellezas naturales entre ellas "La Chorrera", un espectacular salto de agua de más de 50 metros en el corazón de Cerro Alegre (1186 m s. n. m.) en las estribaciones de la Cordillera de Amerrisque y está ubicado a unos diez kilómetros al sureste del casco urbano municipal. 
A diferencia del salto de Cerro Alegre, que es visible desde el poblado, el salto de Malacatoya está más reservado a la vista de los curiosos y amantes de la naturaleza, ya que está ubicado a unos cien metros de la carretera, sobre la pendiente de la montaña y estratégicamente oculto por la espesa vegetación que cubre las laderas del pequeño cauce rocoso que la erosión formó hace miles de años.
Para llegar al pie del Salto, hay que subir por la corriente saltando de piedra en piedra, teniendo mucho cuidado porque la humedad del ambiente y la lama que se ha formado las hace muy resbalosas. Lo mejor es contemplar el Salto a media distancia, para ver y sentir la grandeza de la creación y el privilegio que tiene nuestro país de poseer bellezas naturales como éstas, pero sobre todo, para comprometerse a protegerlas.
Pequeños riachuelos que bajan del cerro forman el río Malacatoya que el principal afluente del embalse "Las Canoas" construido a en los años 1980 del siglo XX para el riego de cultivos, generación de energía eléctrica y como fuente de alimento en la pesca artesanal de las comunidades aledañas.
Otros sitios de belleza escénica son la poza Las Lajitas y el Cañón de Malacatoya a veces llamado cañón del Diablo.

## Cultura
Celebra sus fiestas patronales el 19 de marzo en honor a San José y el 12 de diciembre se celebran fiestas religiosas en honor a la Virgen de Guadalupe.
En estas fiestas se destacan las corridas de toros, desfiles hípicos y fiestas populares, en las que la participación de la población es significativa.
La población de San José de los Remates es muy devota de San José, por eso celebran con gran pomposidad las fiestas patronales en honor a este santo de la Iglesia católica, el 19 de marzo de cada año.
Las fiestas de San José se caracterizan por la alegría y el fervor religioso de los pobladores, ya que durante la misma se realizan las famosas corridas de toros, desfiles hípicos, bailes populares, elección de reinas de las fiestas y un sinnúmero de actividades de recreación sana que incluyen juegos mecánicos, chinamos de fritangas y ventas de ropa, entre otras.
Pero lo más significativo son las actividades religiosas que se realizan en la parroquia del pueblo, dedicada a San José, donde se celebran con mucha solemnidad las misas y ritos oficiales que la Iglesia le dedica al Santo Patrono, la cual incluye una procesión que recorre las principales calles del pueblo y concluye en el cerro El Calvario. Integrantes de la Pastoral, o que además de San José, en este pueblo se celebran las fechas de todas las imágenes de los santos que tiene la parroquia, entre ellos Santa Fátima, el Santo Sepulcro, Corpus Cristi, La Purísima, Virgen del Perpetuo Socorro, Virgen del Carmen, La Virgen de Mercedes y recientemente se está celebrando a la Divina Infanta o Virgen Niña.
El 12 de diciembre se celebra también a la Virgen de Guadalupe, con el tradicional tope y desfile de caballos, procesión religiosa a la que asisten miles de promesantes en romerías y niños vestido de indios, semejando a Juan de Dios, bailándole a la Virgen.
Otras fechas que celebran son el primer de enero, con misa y procesión del Santísimo hasta la Cruz del Milenio y el 14 de febrero, el Día de la Amistad. Pero sin duda, la mayor solemnidad se ve durante las fiestas de Semana Santa, para lo cual es mejor visitar este tranquilo pueblo para ver y que no le cuenten cuentos.